# 軽部弥生一
軽部弥生一（かるべ やよいち、戸籍上では「輕部彌生一」　1908年 - 1989年7月2日）は、日本の官僚。福井県出身。

## 来歴
東京府立一中、東京帝国大学などを経て、内務省入省。厚生省勤務になり、防衛庁衛生局長を歴任。1965～72年まで、社会保険審査会委員。
| スタブアイコン | サブスタブ | この項目は、まだ閲覧者の調べものの参照としては役立たない、人物に関連した書きかけの項目です。この項目を加筆・訂正などしてくださる協力者を求めています（P:人物伝/PJ:人物伝）。 |